# William James Webbe
William James Webbe (13 giugno 1830 – 1904) è stato un pittore e illustratore britannico del periodo vittoriano.
Noto per le sue scene rurali, religioso-allegoriche, per il suo orientalismo e il suo amore per gli animali, Webbe nacque a Redruth, in Cornovaglia, visse e operò a Londra ma viaggiò spesso nei paesi orientali per raccogliere materiale e studi per dipinti e illustrazioni; tra i suoi viaggi più importanti, che spesso facevano tappa in Germania a Düsseldorf, il pellegrinaggio a Gerusalemme, in Palestina (1862) e in medio oriente,
Affine a quello di William Holman Hunt, il suo modo di dipingere era caratterizzato da un altissimo livello di dettaglio ed un uso vivace del colore, mentre il contenuto allegorico dei suoi dipinti, soprattutto di quelli a soggetto religioso, lo avvicinava alla sensibilità dei preraffaelliti: la sua produzione tarda, prendendo le mosse da queste caratteristiche, si concentrò sulla raffigurazione di uccelli ed animali con una particolare caratterizzazione, attenta al realismo ma che non rinunciava all'inserimento di dettagli fantastici e antropomorfi nei soggetti; partecipò ad esposizioni alla Royal Academy (nel 1853, con una produzione principalmente centrata sul tema delle fate tanto caro alla pittura vittoriana, e nel 1878), alla galleria della British Institution e alla Royal Society of British Artists.

## Opere

### Dipinti
- A Hedge Bank in May, 1855
- Cattle and a Fram, 1856
- The White Owl, 1856
- Strawberries, 1860
- Lambs, 1860
- Early Lambs, 1861
- A Rabbit, 1862
- Street in Jerusalem, 1863
- Ploughing on Mount Zion, 1864
- The Lost Sheep, 1864
- A Plough Team outside Jerusalem, 1879
- Twilight
- The Collared Thief
- Perch on a River Bank

### Libri illustrati
- The 23rd Psalm
- The Influence Of Beauty di John Keats
- Feld Blumen
- Bluen Botschaft
- Homes Of England di Felicia Hemans
- The Sower And The Seed di Helen Marion Burnside
- The Holiday Train di Frederick Longbridge
- A Journey From Cornhill to Cairo di William Makepeace Thackeray
- The Childrens Friend
- Eton Nature-Study And Observational Lessons (in 2 volumi) di Wilfred Mark Webb
- Heritage Of Dress di Wilfred Mark Webb
- Illustrated Natural History di W.G. Ridewood
- The Friendly Visitor
- Bible Stories And Pictures, di James Weston
- Bible Pictures And Storie (dal Nuovo Testamento) di James Weston
- Bible Pictures And Stories (dall'Antico e dal Nuovo Testamento)
- The Beautiful Story
- Charming Bible Stories
- Young Folks Story Of The Bible
- Old Testament Stories, di Robert Tuck